# Corinna javuyae
Corinna javuyae är en spindelart som beskrevs av Alexander Petrunkevitch 1930. Corinna javuyae ingår i släktet Corinna och familjen flinkspindlar.
Artens utbredningsområde är Puerto Rico. Inga underarter finns listade i Catalogue of Life.